# Kesovogorský rajón
Kesovogorský rajón (rusky Кесовогорский район) je jeden z rajónů Tverské oblasti v Rusku. Jeho administrativním centrem je sídlo městského typu Kesova Gora. V roce 2010 zde žilo 8 196 obyvatel.

## Geografie
Rajón leží na východě Tverské oblasti u hranic s Jaroslavskou oblastí. Jeho rozloha je 962 km² a je tak nejmenším rajónem Tverské oblasti. Skládá se ze 7 samosprávných obecních obvodů, z toho je jeden městský a 6 vesnických.
Sousední rajóny:
- sever – Sonkovský rajón
- východ – Myškinský rajón (Jaroslavská oblast)
- jih – Kašinský rajón
- západ – Bežecký rajón